# Melaneremus philippinus
Melaneremus philippinus är en insektsart som först beskrevs av Griffini 1909.  Melaneremus philippinus ingår i släktet Melaneremus och familjen Gryllacrididae. Inga underarter finns listade i Catalogue of Life.